# Kanton Le Crès
 Le Crès  is een kanton van het Franse departement Hérault. Het kanton maakt deel uit van het arrondissement Montpellier. In 2021 telde het 47.306 inwoners.
Het kanton werd gevormd ingevolge het decreet van 26 februari 2014, met uitwerking op 22 maart 2015, met Le Crès als hoofdplaats.

## Gemeenten
Het kanton omvat de 11 volgende gemeenten:
- Baillargues
- Beaulieu
- Castries
- Le Crès
- Montaud
- Restinclières
- Saint-Brès
- Saint-Drézéry
- Saint-Geniès-des-Mourgues
- Sussargues
- Vendargues